# シー・ブリーズ
シー・ブリーズ（英: Sea Breeze）はウォッカベース のカクテル。

## 概要
シー・ブリーズは1980年代に誕生し、アメリカ西海岸で大流行した。フルーティで口当たりがよく、アルコール度数も低い。
ケープ・コッダーはアメリカ東海岸で人気のあるカクテルだが、西海岸ではシー・ブリーズのほうが人気が高い。
シー・ブリーズは「潮風」、「海のそよ風」の意。

## レシピの例
国際バーテンダー協会によるレシピを以下に記す。
材料
- ウォッカ - 40ml
- クランベリージュース - 120ml
- グレープフルーツジュース - 30ml

作り方
1. ハイボールグラス（タンブラーグラス）に材料を入れ、クラッシュアイスで満たす。
2. オレンジゼストとチェリーを飾る。

シェイクで作ることもある。

## バリエーション
- グレープフルーツジュースを抜いて、ウォッカとクランベリージュースのみで作るとケープ・コッダー[5]。
- ウォッカを使用しないで、クランベリージュースとグレープフルーツジュースのみで作るノンアルコールカクテルは、ヴァージン・ブリーズ（Virgin Breeze）[7][8]。
- グレープフルーツジュースの代わりにパイナップルジュースで作るとベイブリーズ。
- グレープフルーツジュースの代わりにオレンジジュースで作るとマドラス。